# Арборетум
Арборетум (од лат. arbor — „дрво”) представља збирку аутохтоних (домаћих) и алохтоних (страних) врста дрвећа и жбуња — место где се узгајају биљке у научне и педагошке сврхе.
У арборетуму су врсте често груписане у заједнице које одговарају заједницама какве постоје у природи, аутохтоних врста или егзота. Једна таква заједница је алпинум (лат. alpes — „алпски”, у ширем значењу „планински”) — заједница биљака које расту на високим планинама. Основна функција арборетума је научно-образовна, па се у њима често могу наћи и посебне колекције храстова, врба, топола и других родова.

## Функција и значај арборетума
Осим научно-образовне арборетум има и декоративну декоративне улогу, као и санитарно-хигијенски значај. Арборетуми се оснивају у склопу различитих релевантних институција или ботаничких башта, али се могу подизати и као јавне зелене површине — паркови.
- Научно-образовна функција огледа се у могућности одвијања практичне наставе из релевантних области (ботаника, шумарство и сл). У њему се проучавају биолошка својства дрвенастих врста и њихови међусобни односи и врше друга мултидисциплинарна истраживања. У Србији су арборетуми заштићени законом као Споменици природе III категорије.
- Декоративна функција арборетум испуњава уклапајући се у систем зеленила околног простора. Својим композиционим решењима и разноврсношћу биљака свакако доприноси у великој мери пејзажу, а свакако представља репрезентативну зелену површину.
- Санитарно-хигијенска функција заснива се на чињеници да су арборетуми најчешће велике зелене површине и самим тим имају велики утицај на смањење загађења ваздуха, редукцију буке, регулацију температуре и влажности ваздуха и друге врсте загађења.[2][4]

## Арборетум и ботаничка башта
Арборетуми су ботаничке баште у којима се узгајају дрвенасте биљке — дрвеће, жбуње и дрвенасте повијуше, док се у ботаничким баштама праве живе колекције биљака уопште, зељастих и дрвенастих. У арборетумима најчешће нема стакленика, већ се биљке саде на отвореном.
При подизању арборетума критеријуми за избор биљака се реазликују од оних у хортикултурном обликовању других простора, као што су паркови, перивоји и баште, јер ако се осим научне и едукативне функције води рачуна и о естетском изгледу, арборетум неће бити само група без реда посађених биљака, већ и простор пријатан за боравак.

Осим тога, уношење нових биљних врста у арборетум може допринети биоразноликости и ширег подручја, али имати и негативне последице, због чега је пре уношења сваке нове врсте неопходно проверити њену могућу инвазивност.

## Арборетуми у свету
- Вестонбирт Арборетум, Енглеска
- Арборетум Трстено, Хрватска
- Абни Парк, Лондон, Велика Британија
- Национални Арборетум Канбера, Аустралија
- Арборетум Греифсвалд, Хеидегартен, Немачка
- Арборетум Роберт
- Шеталиште ружа у арборетуму Дел Карамболо. Севиља

- Један од најстаријих арборетума у свету је Арборетум ботаничке баште у Токију. Сматра се да је овај арборетум основан пре око 800 година.
- Највећа збирка дрвенастих врста умереног појаса налази се у саставу ботаничке баште Кју гарденс (Kew Gardens) поред Лондона. Основана је 1848 године.
- Међу најстарије арборетуме у Европи убраја се Арборетум Трстено код Дубровника. Основала га је почетком 16. века дубровачка породица Гучетић-Гозе. Познат је по збирци средоземних и егзотичних биљака. Као споменик природе заштићен је од 1948. године.[7]

## Арборетуми у Србији
- Арборетум Шумарског факултета у Београду у коме расте преко 300 дрвенастих и жбунастих врста и унутарврсних таксона, представљених са преко 2.000 примерака - 218 лишћарских и 24 четинарске врсте. Од овог броја 77 су домаће врсте дрвећа и жбуња, а 146 увезене. Отворен је за јавност. Заштићен је законом као Споменик природе III категорије.[8]
- Арборетум Покрајинског завода за заштиту природе у Новом Саду представља збирку искључиво аутохтоних врста које расту на Фрушкој гори. Дизајниран је у слободном пејзажном стилу вртне уметности.[9]

## Арборетуми на територији бивше Југославије
- Арборетум-ботаничка башта у Грахову (Никшић) је подигао генерал Војо Ковачевић на свом имању, на површини од 1 ha, интродукујући биљке са свих континената у услове умерено-континенталне климе на надморској висини од 750 m; уписан је у Централни регистар заштићених објеката природе ЦГ 2000. године[10]
- „Волчји поток“ 20 km од Љубљане ка Марибору на преко 85 ha отворен за јавност од 1952. године када је предат Универзитету у Љубљани[11]
- „Лисичине“, код Лисичина, општина Воћин, заузима 45 ha.[12] Настао је у другој половини 20. века. Располаже најбогатијим живим збиркама различитих таксона четинарског и лишћарског дрвећа.[13]
- „Опека“[12] у Марчану, код Вараждина, из 19. века.
- „Слатина“ у Сарајеву заузима површину од 17,79 ha у оквиру градског парка „Бетанија“[14]
- „Трстено“, код Дубровника, који потиче с почетка 16. века[12]
- „Трубарево“ у скопском селу Трубарево основан 1953. године од стране Пољопривредно-шумарског факултета у Скопљу на површини од 3 ha[15]